# Fail Safe (película)
Fail Safe (Fail Safe. Sin retorno en España y Zona de seguridad en Hispanoamérica) es un telefilme de suspenso estadounidense de 2000 dirigido por Stephen Frears y protagonizada por Walter Cronkite y Richard Dreyfuss. La película es una adaptación de una película rodada por Sidney Lumet en 1964.

## Argumento
En el sistema de seguridad del ordenador del Departamento de Defensa ocurre un fallo. Eso ha causado la transmisión de los códigos de un ataque nuclear a un escuadrón de bombarderos americanos. Las órdenes de atacar son irreversibles y el objetivo principal del ataque es Moscú. A causa de ello el Presidente, sus consejeros y los altos mandos militares, luchan para evitar una catástrofe mundial.

## Reparto
| Actor            | Papel                     |
| ---------------- | ------------------------- |
| Walter Cronkite  | Presentador de televisión |
| Richard Dreyfuss | Presidente                |
| Noah Wyle        | Buck                      |
| Brian Dennehy    | General Bogan             |
| Sam Elliott      | Congresista Raskob        |
| James Cromwell   | Gordon Knapp              |
| John Diehl       | Coronel Casco             |

## Producción
La película fue rodada en Los Ángeles. Fue filmada en blanco y negro y emitido en directo.

## Recepción
En el presente, la producción cinematográfica ha sido valorada en portales cinematográficos. En IMDb, por ejemplo, con aproximadamente 6500 votos registrados, la película obtiene una media ponderada de 7,4 sobre 10.